# Pseudoboletia maculata
Pseudoboletia maculata är en sjöborreart. Pseudoboletia maculata ingår i släktet Pseudoboletia och familjen Toxopneustidae. Utöver nominatformen finns också underarten P. m. maculata.